# جانگ ته یو
جانگ ته یو (کره‌ای: 장태유; زادهٔ ۱۹۷۲) کارگردان تلویزیونی اهل کره جنوبی است. او درام‌های کره‌ای نقاش باد (۲۰۱۱)، درختی با ریشه عمیق (۲۰۱۳–۲۰۱۴)، تو از ستاره‌ها اومدی (۲۰۱۳–۲۰۱۴) و عاشقان آسمان سرخ (۲۰۲۱) را کارگردانی کرده‌است.

## فیلم‌شناسی

### به عنوان دستیار کارگردانان
- گوجه (اس‌بی‌اس، ۱۹۹۹)
- زن در بالا (اس‌بی‌اس، ۱۹۹۹)
- بانوان قصر (اس‌بی‌اس، ۲۰۰۱–۲۰۰۲)
- خانه طلوع خورشید (اس‌بی‌اس، ۲۰۰۲)
- پانچ (اس‌بی‌اس، ۲۰۰۳)

### به عنوان کارگردان
- صد و یکمین پیشنهاد (اس‌بی‌اس، ۲۰۰۶)
- جنگ پول (اس‌بی‌اس، ۲۰۰۷)
- نقاش باد (اس‌بی‌اس، ۲۰۰۸)
- درختی با ریشه عمیق (اس‌بی‌اس، ۲۰۱۱)
- تو از ستاره‌ها اومدی (اس‌بی‌اس، ۲۰۱۳–۲۰۱۴)
- کفتار (اس‌بی‌اس، ۲۰۲۰)
- عاشقان آسمان سرخ (اس‌بی‌اس، ۲۰۲۱)[۱]